# Emmett (Idaho)
Pour les articles homonymes, voir Emmett.
La ville d'Emmett est le siège du comté de Gem, situé dans l’État de l’Idaho, aux États-Unis. Sa population s’élevait à 6 557 habitants lors du recensement de 2010, estimée à 6 829 habitants en 2017. Emmett est la seule ville (city) du comté.

## Démographie
| 1910  | 1920  | 1930  | 1940  | 1950  | 1960  |
| ----- | ----- | ----- | ----- | ----- | ----- |
| 1 351 | 2 204 | 2 763 | 3 203 | 3 067 | 3 769 |

| 1970  | 1980  | 1990  | 2000  | 2010  | - |
| ----- | ----- | ----- | ----- | ----- | - |
| 3 945 | 4 605 | 4 601 | 5 490 | 6 557 | - |

## Source
- (en) Cet article est partiellement ou en totalité issu de l’article de Wikipédia en anglais intitulé « Emmett, Idaho » (voir la liste des auteurs).